# العلاقات السعودية الكمبودية
العلاقات السعودية الكمبودية يقصد بها العلاقة التي تجمع بين المملكة العربية السعودية بمملكة كمبوديا. تتمثل علاقات السعودية الدبلوماسية والتجارية في كمبوديا بسفير غير مقيم، ويسمى سفير خادم الحرمين الشريفين في فيتنام وكمبوديا.